# Port Salerno
Port Salerno è una località (census-designated place) della Florida meridionale sull'Oceano Atlantico.

## Caratteristiche
Port Salerno ha una popolazione di 10.141 abitanti (Censimento del 2000) ed un'area di 10,4 km².
Fa parte della Port St. Lucie, Florida Metropolitan Statistical Area, nella Contea Martin, circa 140 km a nord di Miami.
La località, situata su una piccola penisola alla foce del fiume San Lucie, ha un porto abbastanza attrezzato per imbarcazioni da pesca d'alto mare, oltre ad una rinomata marina per yacht.
Gli abitanti sono per l'89% di origine europea, con una notevole percentuale di pensionati provenienti dal nord degli Stati Uniti (aree di New York e Chicago).
Port Salerno si trova nella Treasure Coast, la parte della costa orientale della Florida che va da Hobe Sound (località Census-designated place) a Sebastian. Il nome Treasure Coast deriva dai galeoni spagnoli (specialmente quelli della Spanish treasure fleet, 1715) che fecero naufragio al largo della costa nei secoli XVII e XVIII. Manufatti appartenenti a queste navi sono stati recuperati negli ultimi cinquanta anni da dilettanti e da cacciatori di tesori di professione.

## Storia
In Florida, sulla costa orientale a nord di Miami, fu fondata negli anni venti una cittadina con il nome "Salerno".
Prese questo nome dal fatto che vi si radicarono inizialmente alcuni emigrati italiani, originari di Salerno, che praticavano la  pesca d'altura  nell'Atlantico.
Durante la seconda guerra mondiale vi era una fabbrica specializzata nella produzione di repellente contro pescecani per la marina americana.
Successivamente nel 1960 ne fu modificato il nome in "Port Salerno", per non confonderla con la città italiana di  Salerno . Attualmente vi abitano oltre 10.000 abitanti, dei quali circa il 10% sono di origine italiana.
Negli anni ottanta vi è stato aperto il "Chastain Campus" dell'Indian River State College, un rinomato campus universitario della Florida.
Attualmente Port Salerno è famoso per i suoi "World Fishing Tournaments" (Tornei internazionali di pesca d'altura).